# Dicte Sjögren
Dicte Sjögren, född Schambye den 4 juli 1901 i Köpenhamn, död 1977, var en dansk-svensk dramatiker och författare. 
Sjögren var dotter till kyrkoherde Martin Schambye och Anna Gerding. Hon avlade filosofie kandidatexamen vid Köpenhamns universitet och gifte sig 1925 med den svenske direktörsassistenten Gunnar Sjögren.
I Sverige fick Sjögren ett antal pjäser uppförda på teatrar i Stockholm (bland annat Livet har rätt (1933) och Spillror (1934) på Blancheteatern samt Pappersväggen som hade urpremiär på Dramatikerstudion 1940) och även som radioteater (Resfeber 1938). Pjäsen De vita lammen, som gavs ut av Kooperativa förlaget 1939, har dock ännu inte spelats. Hon gav även ut novellsamlingen Rörlig kamera (1937) och översatte dansk dramatik (bland annat av Kaj Munk) till svenska.